# ラプラス原理
ラプラス原理（ラプラスげんり、英: Laplace principle, Laplace's principle）は大偏差原理に関する理論の基本的な定理である。ラプラス原理を一般化したものとしてヴァラダンの補題がある。ラプラス原理は、固定された集合 A 上の exp(−θφ(x)) のルベーグ積分が、θ を大きくしていったときにどのような漸近的な振る舞いを見せるかについて述べる。実際の例としては、統計力学において逆温度を無限大する極限、すなわち温度が絶対零度に近づくとき、その系がどのように振る舞うかを議論する際に、ラプラス原理が用いられている。

## ステートメント
A をルベーグ可測な d 次元のユークリッド空間 Rd の部分集合とし、可測関数 φ : Rd → R について
{\displaystyle \int _{A}e^{-\varphi (x)}\,\mathrm {d} x<+\infty }
であるとする。このとき、以下の関係が成り立つ。
{\displaystyle \lim _{\theta \to +\infty }{\frac {1}{\theta }}\log \int _{A}e^{-\theta \varphi (x)}\,\mathrm {d} x=-\mathop {\mathrm {ess\,inf} } _{x\in A}\varphi (x).}
ここで ess inf は本質的下限 (essential infimum) を表す。充分大きな θ について、上の関係から次のような漸近表現が得られる。
{\displaystyle \int _{A}e^{-\theta \varphi (x)}\,\mathrm {d} x\approx \exp \left(-\theta \mathop {\mathrm {ess\,inf} } _{x\in A}\varphi (x)\right).}

## 応用
ラプラス原理は以下に与える確率測度 Pθ の族
{\displaystyle \mathbf {P} _{\theta }(A)=\left(\int _{A}e^{-\theta \varphi (x)}\,\mathrm {d} x\right){\Big /}\left(\int _{\mathbf {R} ^{d}}e^{-\theta \varphi (y)}\,\mathrm {d} y\right).}
に対して適用すれば、θ を大きくした場合の、ある事象（集合）A に対する確率の漸近表現を与えることができる。
たとえば X を R 上で正規分布する確率変数とすると、すべての可測集合 A について
{\displaystyle \lim _{\varepsilon \downarrow 0}\varepsilon \log \mathbf {P} {\big [}{\sqrt {\varepsilon }}X\in A{\big ]}=-\mathop {\mathrm {ess\,inf} } _{x\in A}{\frac {x^{2}}{2}}}
という関係が成り立つ。